# 曖昧模糊
| ウィキペディアには「曖昧模糊」という見出しの百科事典記事はありません（タイトルに「曖昧模糊」を含むページの一覧/「曖昧模糊」で始まるページの一覧）。 代わりにウィクショナリーのページ「曖昧模糊」が役に立つかもしれません。 |